# Elvira Hancock
Elvira Hancock este un personaj fictiv din filmul american despre mafioți Scarface, portretizat de actrița Michelle Pfeiffer. Acesta s-a dovedit a fi rolul său de lansare. Ea este amanta lui Frank Lopez (Robert Loggia) iar după moartea acestuia, devine soția lui Tony Montana (Al Pacino).

## Distribuție
Înainte ca Michelle Pfeiffer să fie distribuită în rolul Elvira Hancock, Geena Davis, Carrie Fisher și Sharon Stone au participat la audiții fără a avea succes, și actrițele Rosanna Arquette, Melanie Griffith și Kim Basinger l-au refuzat. Kelly McGillis și Sigourney Weaver au fost de asemenea luate în considerare. Inițial, Al Pacino și regizorul Brian De Palma nu au vrut ca Pfeiffer să joace în rolul Hancock pentru că era o actriță necunoscută în acel moment, și au preferat ca Glenn Close să joace în rol, dar producătorul Martin Bregman a luptat pentru includerea acesteia.
Agentul lui Michelle Pfeiffer l-a sunat pe Bregman și i-a solicitat să plătească transportul ei din Los Angeles la New York City. Bregman a refuzat și Pfeiffer a ajuns la audiții în vestul Manhattanului prin mijloace proprii. Bregman a spus într-un interviu ulterior că, după audiție, a fost sigur că ea va primi rolul Hancock. Pfeiffer a spus că la majoritatea filmărilor a fost flămândă, pentru că a pierdut mult din greutate ca să joace rolul unei dependente de cocaină.

## Biografia personajului
Elvira Hancock s-a născut în Baltimore, Maryland. După plecarea din Baltimore, a ajuns în Miami pentru a-și căuta tatăl biologic. S-a angajat ca ospătar într-un club numit Babylon Club, unde l-a întâlnit pe traficantul de droguri Frank Lopez. În scurt timp, Frank i-a găsit de lucru ca secretară pentru Lopez Motors.
Acolo, ea și Frank s-au îndrăgostit; iar cei doi s-au căsătorit în cele din urmă. Pe parcurs, Elvira a devenit foarte dependentă de cocaină. Tony Montana, un refugiat cubanez care își găsește de lucru la Lopez, rămâne plăcut impresionat de Elvira, și încearcă să o cucerească. În mod repetat, Elvira îl neagă pe Tony, dar în cele din urmă, văzând puterea uriașă pe care acesta o dobândește, se mai înmoaie. Mai târziu, Tony îi cere Elvirei să se căsătorească cu el, și, deși își dorește cu adevărat, îl refuză, deoarece Lopez le stă încă în cale. Tony se ocupă de Lopez, iar cei doi se căsătoresc la scurt timp.
Pe măsură ce Tony își consolidează puterea, și achiziționează lucruri tot mai opulente pentru Elvira, ea devine vizibil tot mai detașată de realitate. Dependența sa de cocaină îi preia viața în acest moment. Ea și Tony nu au o relație bună, iar Elvira se plânge mereu de înjurăturile și obsesiile monetare constante ale lui Tony; acesta nu reacționează cu bunăvoință. Pe parcurs, Tony descoperă că Elvira este infertilă, pecetluind permanent mariajul acestora.
În timpul unei cine, Tony este foarte intoxicat datorită oboselii, și observă că Elvira nu mănâncă. Observă apoi că ea inhalează cocaină, de care și el este dependent. O întreabă pe Elvira de ce nu se atinge de mâncare, la care ea răspunde că nu are poftă de mâncare. Acest lucru stârnește un conflict public masiv între cei doi, iar Tony îi reproșează folosirea intensivă a drogurilor, depresia acesteia, pe care el o percepe ca lene, și infertilitatea acesteia. Elvira răspunde aruncând cu paharul înspre Tony, țipând la el, și încercând să îl lovească. Elvira își revine, și îi spune lui Tony că îl părăsește. Ea pleacă, și Tony nu o mai vede niciodată.

## Recepție și urmări
Criticul Roger Ebert a scris „că [Montana] trebuie s-o aibă pe [Hancock] este clar, dar ce intenționează să facă cu ea nu este; nu există nicio romanță între ei, nicio bucurie [...] ea este numai pentru droguri”. Vincent Canby a simțit că pentru rolul acesteia, „[Pfeiffer] nu va fi uitată cu ușurință”. Susan C. Boyd labels her as "the token cultural symbol of Western male capitalist success".
În analiza sa a filmului Scarface pentru Texas Monthly, James Wolcott o asemuiește cu „parașutele platinate” portretizate de actrița Jean Harlow. Țintind către lipsa de romantism dintre Montana și Hancock, el notează că ambii „merg pe linii paralele”. Sherrie A. Inness o compară cu Poppy din filmul Scarface din anul 1932 și arată că deși Montana și Hancock se căsătoresc, acest lucru „abia îi ridică caracterul”. O descrie ca pe o „drogată cu stima de sine a unui cartuș gol” și „plângăcioasă”.
Amy Adams o imită pe Hancock în episodul Saturday Night Live numit „Un Crăciun foarte cubanez”, din 20 decembrie 2014.
Personajul este remarcat și pentru costumele realizate de Patricia Norris. În anul 2006, Gwen Stefani a adoptat o imagine inspirată de Hancock.
După anunțarea unei noi versiuni Scarface în anul 2015, un articol din revista Bustle a ales-o pe Jennifer Lawrence pentru a juca în rolul Hancock din noua versiune a filmului.